# شرتز (تگزاس)
شرتز، تگزاس(به انگلیسی: Schertz, Texas) شهری در ایالت تگزاس از ایالات جنوبی ایالات متحده آمریکا است. در سرشماری سال ۲۰۰۰، جمعیت این شهر ۱۸۶۹۴ نفر اعلام شد.